# Iran, l'utopie en marche
 (août 2019).
Pour plus de détails, voir Fiche technique et Distribution.
Iran, l'utopie en marche est un film documentaire français réalisé par Jocelyne Saab en 1980.

## Synopsis
Un an après la victoire des révolutionnaires en Iran, Jocelyne Saab part documenter le changement de vie des Iraniens. Ce film est un document historique fondamental pour comprendre la crise idéologique (politique et religieuse) qui s'impose dans la région du Moyen-Orient au tournant des années 1980.

## Note d'intention[2]
"Les révolutions des trois derniers siècles ont été inspirées par des philosophes.
Le philosophe comprend les choses. Il parle à l'esprit. 
Le prophète les sent. Il parle au cœur. 

Et les peuples répondent mieux à l’appel de cœur qu’à celui de l’esprit"
- prédisait Ali Shariati, célèbre penseur iranien mort avant que n’éclate la révolution iranienne.
Ce film, tourné au cours des premiers mois du « Printemps perse », est le témoin d’un moment historique où tous les possibles sont sur la table. Trente-cinq millions d'iraniens cherchent dans l'utopie d'un islam nouveau à reconquérir une identité culturelle. Et l’aspiration à la liberté d’un peuple, trop longtemps brimé par la dictature du Shah, s’exprime de façons contradictoires.  La caméra suit alors dans le bazar d’Ispahan la campagne électorale d’un député de tendance libérale ; à l’université de Téhéran, les violentes diatribes entre partisans de Shariati et ceux de Khomeini. Dans les rues de la capitale, l’objectif enregistre les actions punitives des nouveaux nervis de la pureté islamique : les Hezbollahis. 
Nous assistons aussi à l’entraînement des premiers Basijs et Pasdarans, bras armés de l’ordre en gestation dont la mission est de lutter contre les tentations autonomistes. Car l’Iran est un pays multiethnique. Dans les montagnes du Nord, la minorité kurde forme elle aussi ses brigades : les Peshmerga. A l’Est, les tribus du Baloutchistan renouent des contacts avec leurs frères Afghans, de l’autre côté des frontières. 
Iran, l’utopie en marche donne au spectateur une grille de lecture qui l’aide à comprendre les enjeux actuels dans cette région.

## Remarques
Le film a été restauré et présenté en 2012 par le Festival international des cinémas d'Asie de Vesoul.

## Fiche technique
- Titre : Iran, l'utopie en marche
- Réalisation : Jocelyne Saab
- Image : Jocelyne Saab
- Journaliste : Rafic Boustani
- Production : NHK
- Droits de diffusion : Nessim Ricardou
- Format : couleurs, 16 mm